# Loxostegopsis curialis
Loxostegopsis curialis är en fjärilsart som beskrevs av Barnes och Mcdunnough 1918. Loxostegopsis curialis ingår i släktet Loxostegopsis och familjen Crambidae. Inga underarter finns listade i Catalogue of Life.